# Font de Santa Rita (Barcelona)
|  | Per a altres significats, vegeu «Font de Santa Rita (desambiguació)». |

La font de Santa Rita era una deu d'aigua carbonatada que brollava prop de l'actual cantonada del carrer de les Carolines i l'avinguda de la Riera de Cassoles, a la Vila de Gràcia (Barcelona).

## Història i descripció
A la segona meitat del segle xviii, els terrenys pertanyien a una casa de convalescència dels pares Carmelites Descalços del convent dels Josepets a l'actual plaça de Lesseps. Sorpresos per la ràpida recuperació de les diverses dolències de les persones que bevien aigua de la font, van dedicar l'indret a Santa Rita, patrona de les causes impossibles.
El 1895, l'aigua va ser declarada d'utilitat pública i es va començar a comercialitzar com a «aigües minero-medicinals bicarbonatades i sulfatades càlcico-magnèsiques». Cada 22 de maig, celebració de Santa Rita, s'obrien les portes al públic i s'oferia l'aigua gratuïtament.
El 1927, ja incorporada al jardí de la casa Vicens de Gaudí, es va construir una capella sobre el sortidor, obra de l'arquitecte Joan Baptista Serra, que va ser enderrocada el 1963 per a construir-hi un edifici d'habitatges, i la font desaparegué.